# U-194
 U-194  — немецкая подводная лодка типа IXC/40, времён Второй мировой войны. 
Заказ на постройку субмарины был отдан 4 ноября 1940 года. Лодка была заложена на верфи судостроительной компании «АГ Везер» в Бремене 17 января 1942 года под строительным номером 1040, спущена на воду 22 сентября 1942 года, 8 января 1943 года под командованием капитан-лейтенанта Германа Гессе вошла в состав учебной 4-й флотилии. 1 июня 1943 года вошла в состав 10-й флотилии. Лодка совершила один боевой поход, успехов не добилась. 24 июня 1943 года лодка была потоплена в Северной Атлантике, к юго-западу от Исландии, в районе с координатами 59°00′ с. ш. 26°18′ з. д. самонаводящейся торпедой с американского гидросамолёта «Каталина». Все 54 члена экипажа погибли. До декабря 1987 года считалось, что U-194 была потоплена 24 июня 1943 года к югу от Исландии, в районе с координатами 58°15′ с. ш. 25°25′ з. д. глубинными бомбами с британского самолёта типа «Либерейтор». На самом деле в результате той атаки была потоплена U-200. 